# Brooten
Brooten és una població dels Estats Units a l'estat de Minnesota. Segons el cens del 2000 tenia 649 habitants.

## Demografia
Segons el cens del 2000, Brooten tenia 649 habitants, 278 habitatges, i 167 famílies. La densitat de població era de 172,8 habitants per km².
Dels 278 habitatges en un 30,6% hi vivien nens de menys de 18 anys, en un 51,8% hi vivien parelles casades, en un 5,4% dones solteres, i en un 39,6% no eren unitats familiars. En el 34,5% dels habitatges hi vivien persones soles el 20,5% de les quals corresponia a persones de 65 anys o més que vivien soles. El nombre mitjà de persones vivint en cada habitatge era de 2,33 i el nombre mitjà de persones que vivien en cada família era de 3,03.
Per edats la població es repartia de la següent manera: un 27,7% tenia menys de 18 anys, un 5,2% entre 18 i 24, un 24,3% entre 25 i 44, un 21% de 45 a 60 i un 21,7% 65 anys o més.
L'edat mediana era de 39 anys. Per cada 100 dones de 18 o més anys hi havia 87,6 homes.
La renda mediana per habitatge era de 35.625 $ i la renda mediana per família de 43.083 $. Els homes tenien una renda mediana de 26.250 $ mentre que les dones 20.156 $. La renda per capita de la població era de 17.048 $. Entorn del 8,1% de les famílies i el 12,9% de la població estaven per davall del llindar de pobresa.

## Poblacions més properes
El següent diagrama mostra les poblacions més properes.